# Zeughaus (Sächsische Schweiz)

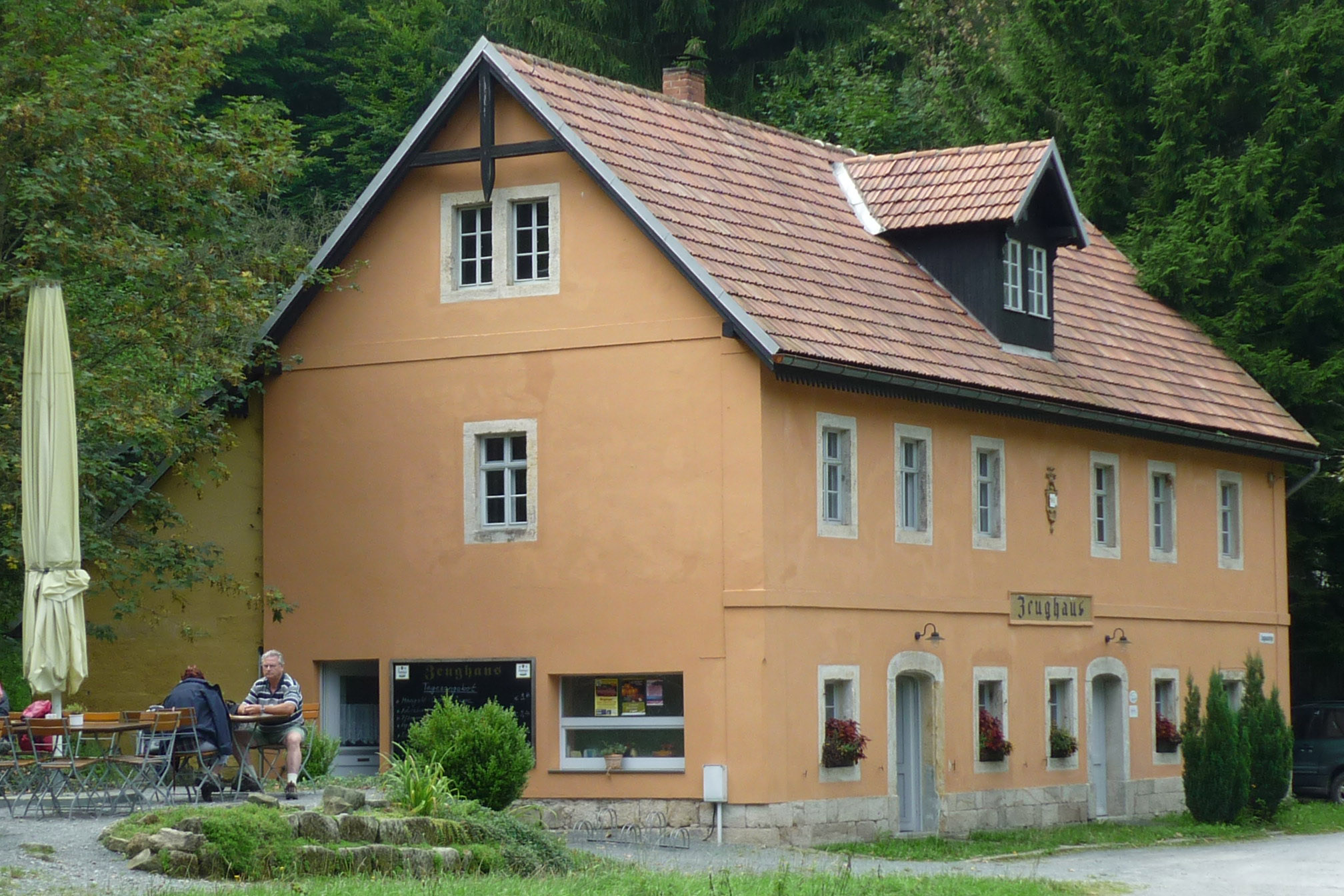
Zeughaus (Aufnahme von 2011)

Als Zeughaus wird ein altes Jagdhaus im Tal des Großen Zschand in der Hinteren Sächsischen Schweiz bezeichnet. Es steht auf der Flur von Ottendorf und gehört somit zu Sebnitz.

## Geschichte
Die Hintere Sächsische Schweiz war seit jeher ein Jagdgebiet der Burgherren von Hohnstein sowie der sächsischen Kurfürsten. Schon Kurfürst August von Sachsen (1526–1586) nutzte den Großen Zschand und die westlich davon liegenden Bereiche um den Kleinen und Großen Winterberg als Jagdrevier. Die zur Jagd notwendigen Geräte (u. a. Schlingen, Fangeisen, Stellnetze, Saufedern, Wolfsspieße, Transportkisten, Hasengarne, Fallen und Wildlappen, Netze, Käfige) wurden vermutlich bereits im 16. Jahrhundert in einem kleinen Holzhaus am Kleinen Winterberg aufbewahrt. Ab 1670 diente auch das Forsthaus in Lichtenhain als Aufbewahrungsort.
Zur Verringerung des Transportaufwandes bei den kurfürstlichen Jagden wurde unter Kurfürst August dem Starken 1728 das erste hölzerne Zeughaus am heutigen Standort im Großen Zschand errichtet. Die am heutigen Haus angebrachte Jahreszahl 1642 wurde erst im 19. Jahrhundert angebracht. Das Haus diente zugleich als Wohnstatt eines Spur- und Zeugknechtes. Zu seinen Aufgaben gehörten auch die Spurverfolgung des Wildes bei der Jagd und der Unterhalt und die Neuanlage von Wegen im Jagdrevier. 1786 wurde der erste Imbiss im Zeughaus eröffnet.
Das baufällige hölzerne Zeughaus wurde 1820 durch einen massiven Steinbau und einige Nebengebäude ersetzt. Das neue Zeughaus diente zunehmend auch als zeitweise Unterkunft für Waldarbeiter, Fuhrleute und Flößer und geriet so rasch an seine Kapazitätsgrenzen. 1871 erfolgte deshalb eine Aufstockung um eine weitere Etage. Dies entspricht dem heute noch vorhandenen Zustand. Die königliche Forstverwaltung ließ 1900/1901 in Nachbarschaft des Zeughauses ein weiteres Jagdhaus im Umgebindestil errichten, welches später als Forsthaus genutzt wurde.
Schon in der Frühphase der touristischen Erschließung der Sächsischen Schweiz erreichten Anfang des 19. Jahrhunderts auch die ersten „Schweizreisenden“ das Zeughaus. Schon Götzinger beschrieb das Zeughaus 1812 als Ort, „... wo die Reisenden eine freundliche Aufnahme, eine erquickende Schweizerkost und auch einen Führer finden ...“ können. Die touristische Frequentierung nahm in den folgenden Jahrzehnten weiter zu und wurde durch den Bau der Kirnitzschtalstraße (1872–74) und die Eröffnung der Kirnitzschtalbahn (1898) weiter gefördert. 1908 erhielt der damalige Waldwärter im Zeughaus die offizielle Erlaubnis, seine Dienstwohnung als Schankwirtschaft zu betreiben.
1938 wurde der Gebäudebestand um ein Zollhaus erweitert, nachdem am Zeughaus bereits im Ersten Weltkrieg ein Grenz- und Zollposten bestand. Das Zollhaus wurde nach 1945 als Kaserne der Grenzpolizei genutzt. Zwischen Herbst 1948 und Herbst 1949 nutzte die Grenzpolizei auch das eigentliche Zeughaus als Dienststelle, danach begann erneut die Nutzung als Gaststätte und Betriebsferienheim. Die Gaststätte musste 1974 aus hygienischen und baupolizeilichen Gründen geschlossen werden, Ausschank und Bewirtung erfolgten über einen neben dem Zeughaus neu erbauten Flachbau als Selbstbedienungsgaststätte, der Verzehr erfolgte in einer biergartenähnlichen Freilufteinrichtung unter überdachten Tischen.
Neben dem Zollhaus von 1938 entstanden zwei Erweiterungsgebäude, alle drei Häuser dienten als Ferienheim für Mitarbeiter des Ministeriums für Staatssicherheit.
Mit der Wende und der Deutschen Einheit kam der Gastronomiebetrieb zum Erliegen. Die Nutzung des Ferienheimes der ehemaligen Staatssicherheit endete 1996. Der Freistaat Sachsen bemühte sich um eine Ausschreibung des Geländes und im Mai 2000 konnte das heruntergekommene Areal verkauft werden. Vertragsinhalt war unter anderem eine Sanierung des Zeughauses und ein Abriss der DDR-Bauten. Die Bauten des Ferienheims sind inzwischen komplett abgerissen worden, an ihrer Stelle findet sich wieder eine Wiese.
Seit Herbst 2012 existiert der Teich unterhalb des Zeughauses wieder, der historisch mindestens seit dem 15. Jahrhundert bestand, aber vor dem Ersten Weltkrieg zu einer Wiese umgestaltet wurde.
In der ehemaligen Revierförsterei unmittelbar nördlich vom Zeughaus betreibt die Nationalparkverwaltung eine öffentlich zugängliche Informationsstelle, die über die historische Jagdnutzung in der Region informiert.
Seit 2018 ist das Zeughaus einer der Drehorte der Serie Der Ranger – Paradies Heimat. Dabei fungierte das östlich vom Zeughaus gelegene ehemalige Jagdhaus als fiktive Rangerstation.

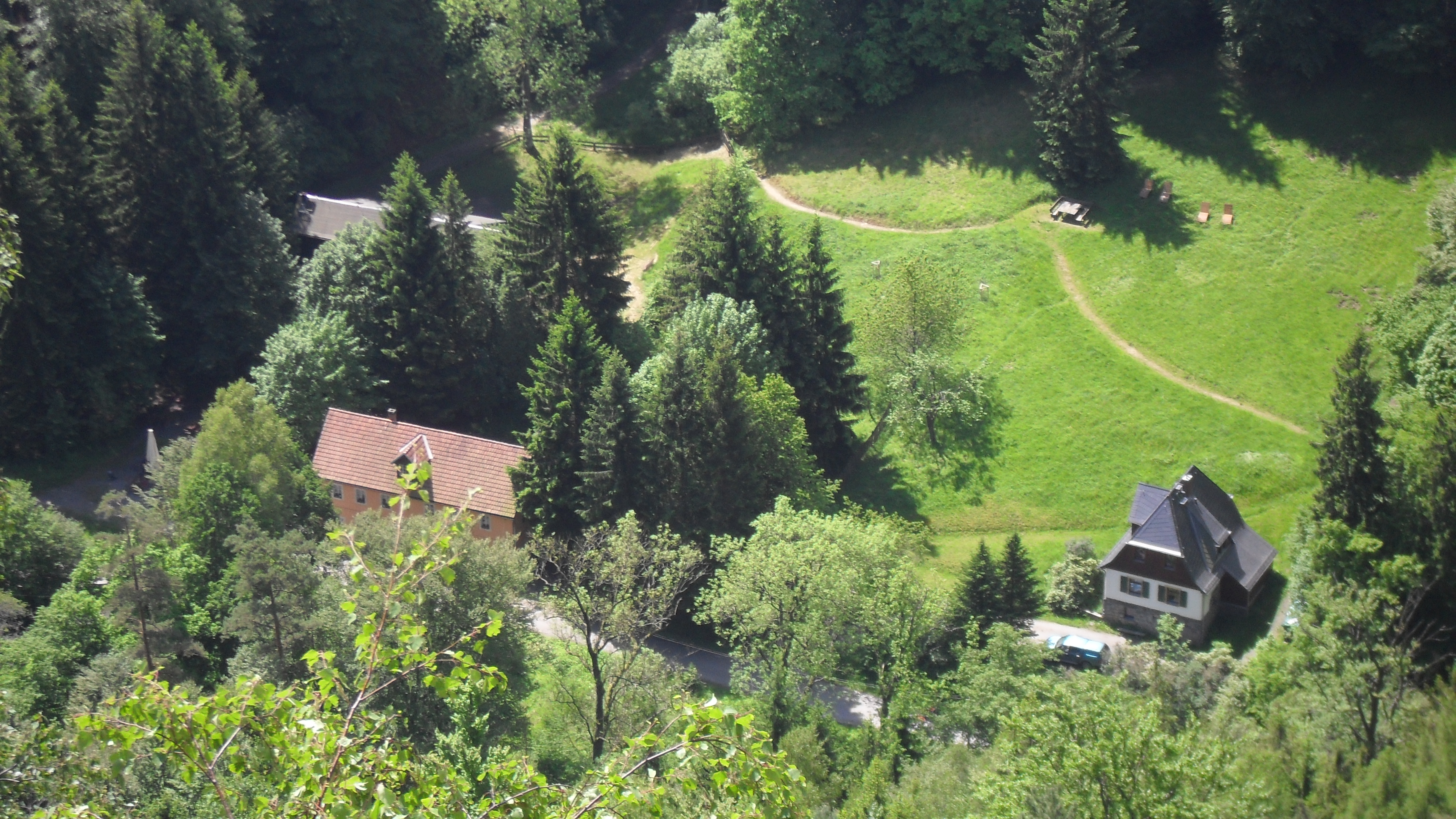
Blick auf das Zeughaus (links) und die alte Revierförsterei (rechts, heute Infostelle der Nationalparkverwaltung)
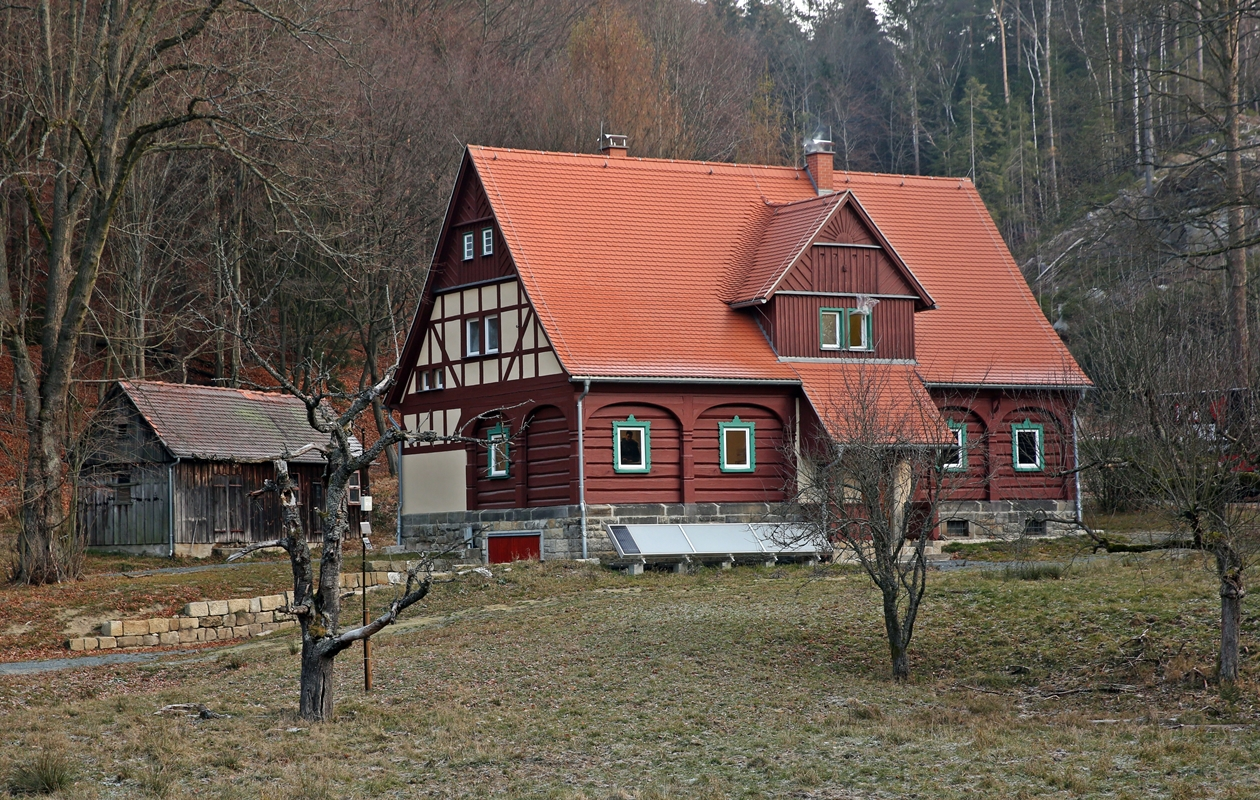
Blick auf das ehemalige königliche Jagdhaus
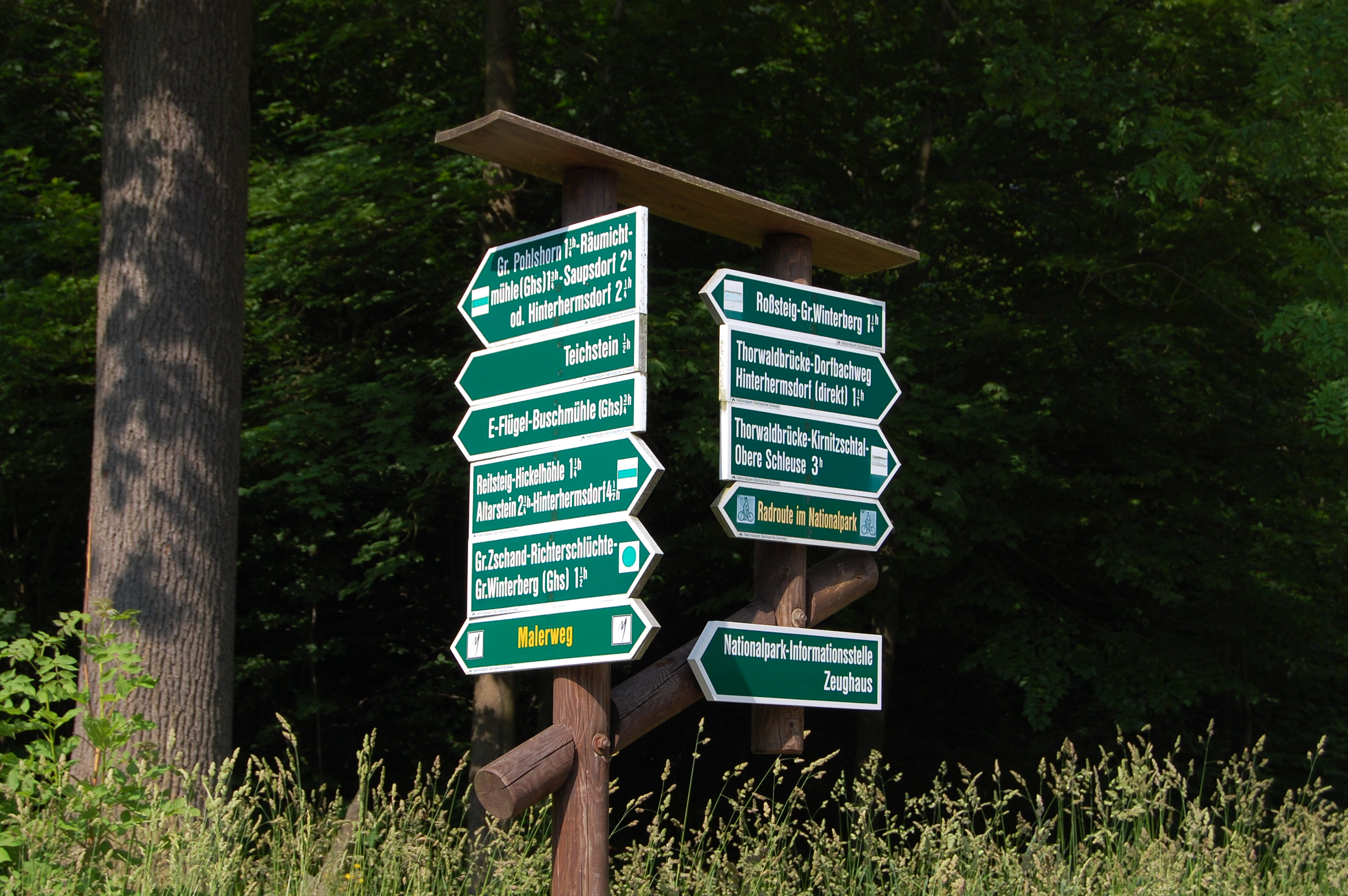
Wanderwegweiser am Zeughaus
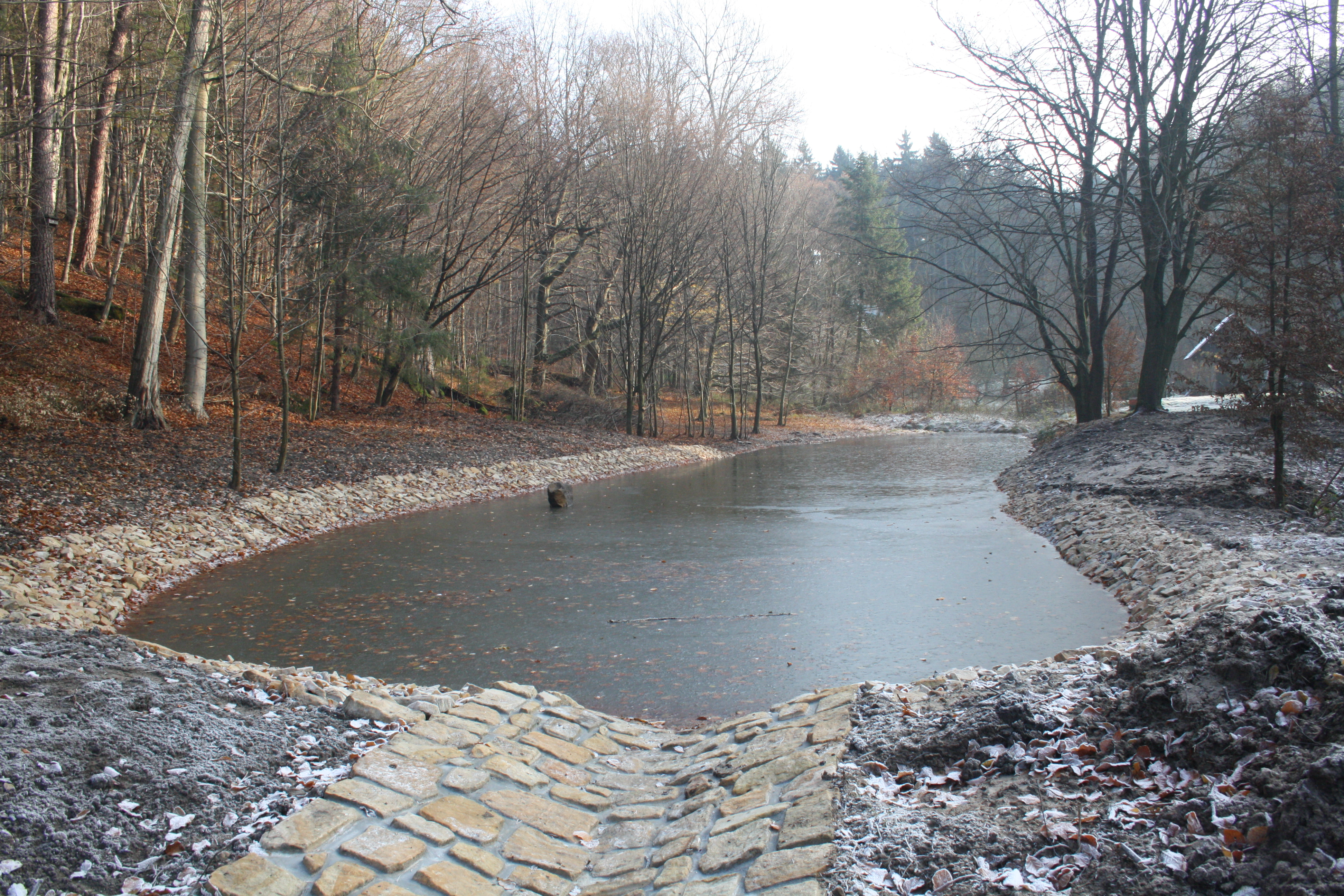
Der wiederangelegte Teich unterhalb des Teichsteins

## Erreichbarkeit
Das Zeughaus ist nur zu Fuß oder mit dem Fahrrad auf der Radroute im Nationalpark erreichbar. Der kürzeste Zugang führt vom Parkplatz an der Neumannmühle auf einer Strecke von ca. zwei Kilometern durch den Großen Zschand zum Zeughaus. Am Zeughaus selbst kreuzen sich mehrere Wanderwege, darunter auch der Malerweg.